# Alternativa Democrática
Alternativa Democrática fue el nombre de una propuesta de negociación que la organización terrorista Euskadi Ta Askatasuna (ETA) hizo en abril de 1995. El comunicado actualizaba y sustituía a la Alternativa KAS como propuesta de mínimos para su abandono de la lucha armada, que una vez más exigía el reconocimiento de Euskal Herria y la amnistía de sus presos y "exiliados". Además hacía una breve exposición declarando que:

El objetivo de la negociación política entre ETA y el Estado español es lograr el reconocimiento de Euskal Herria, imprescindible para que este proceso sea realmente democrático. Las últimas decisiones, sin embargo, sólo le corresponden, de forma indelegable, a la sociedad vasca [...] el Derecho de Autodeterminación no es una posición política, sino un derecho democrático que nos corresponde como pueblo. Aunque la decisión sobre cuándo, cómo y para qué se desarrolla ese derecho corresponde a los ciudadanos vascos, hay que asegurar el reconocimiento del derecho, porque es imprescindible para que Euskal Herria decida su futuro con total libertad [....] No se le pueden poner límites a la palabra del pueblo. Por lo tanto, el Estado español debe aceptar que respetará el desarrollo de ese proceso democrático y sus resultados, sean los que sean [...] Tras aceptar el Estado español lo que con él hay que pactar, para desarrollar el proceso democrático que hay que llevar a cabo en Euskal Herria, ETA anunciaría un "alto el fuego".

El Gobierno español, presidido entonces por Felipe González, continuando su política de no negociación con organizaciones terroristas, hizo caso omiso al comunicado de ETA y además intentó silenciar su difusión.[cita requerida] Una cinta de vídeo grabada por la organización circuló meses más tarde por el País Vasco y Navarra. Se hicieron miles de copias que fueron vistas por multitud de personas en exposiciones públicas y privadas. 
En la campaña para las elecciones generales de 1996, la coalición Herri Batasuna intentó aprovechar los espacios gratuitos de publicidad electoral para difundir la propuesta de ETA, añadiendo a su anuncio algunas imágenes extraídas de su vídeo. Ante la negativa de las televisiones a emitir este vídeo, enviaron uno nuevo con el único mensaje "Censurado" sobre un fondo negro. Esta segunda versión tampoco fue emitida. Aunque en la decisión de remitir este anuncio no habían participado todos los miembros de la Mesa Nacional (la dirección) de HB, todo ellos fueron acusados de colaboración con banda armada, juzgados por la Sala Segunda del Tribunal Supremo y condenados a siete años de cárcel en diciembre de 1997. Sin embargo, la sentencia fue recurrida. El Tribunal Constitucional la declaró nula, por nueve votos a favor y tres en contra, en sentencia de 20 de julio de 1999, al reconocer que se había vulnerado su derecho a la legalidad penal en lo que respecta a la proscripción constitucional de penas desproporcionadas, por lo que todos fueron excarcelados.